# James Ernest Richey
James Ernest (24 avril 1886 - 19 juin 1968) est un géologue d'origine irlandaise .

## Biographie
Il est né le 24 avril 1886 à Desertcreat dans le comté de Tyrone en Irlande, fils du révérend John Richey, recteur de l'église locale. Il fait ses études au St Columba's College près de Dublin, puis il obtient une place au Trinity College de Dublin pour étudier les sciences naturelles sous la direction de John Joly en 1904. Il obtient son baccalauréat en 1908. Malgré une nette inclinaison vers la géologie, il continue pendant une année supplémentaire au Trinity College, cette fois en étudiant l'ingénierie, obtenant un BAI en 1909.
Son premier emploi est à l'Université d'Oxford en tant que démonstrateur pendant les conférences de William Johnson Sollas pour l'année universitaire 1910/11.
Il quitte ensuite le milieu universitaire pour travailler sur le terrain. Il rejoint le Scottish Geological Survey sous John Horne, son premier poste étant sur l'île de Mull et devient rapidement la principale autorité sur la géologie de cette île .
Comme pour la plupart, sa carrière est interrompue par la Première Guerre mondiale. Il est nommé dans les Royal Engineers (Guards Division) servant dans la 76th Field Company sur le front ouest. Il sert dans plusieurs batailles et est blessé au moins une fois. Il obtient la Croix militaire et est démobilisé en 1919 avec le grade de capitaine .
Il retourne au Geological Survey of Scotland en 1922 en tant que géologue principal et devient géologue de district en 1925.
En 1927, il est élu Fellow de la Royal Society of Edinburgh avec comme proposants son patron, John Horne, Sir John Smith Flett, Murray Macgregor et Sir Edward Battersby Bailey. Il est secrétaire général de la société de 1946 à 1956 et vice-président de 1956 à 1959. Il remporte le prix Neill de la société pour la période 1963–65. En 1932, il devient président de la Glasgow Geological Society. En 1933, la Société géologique de Londres lui décerne sa médaille Lyell . En 1934, il reçoit un doctorat honorifique (DSc). En 1938, il est élu Fellow de la Royal Society .
Il prend sa retraite en 1946.
En 1924, il épouse Henrietta Lily McNally. Il est décédé à Coleshill, Warwickshire, le 19 juin 1968.

## Ouvrages
- La géologie économique des bassins houillers d'Ayrshire (1925)
- Les relations structurelles des granits de Mourne, Irlande du Nord (1927)
- La géologie d'Ardnamurchan (1930)
- Géologie régionale britannique : Écosse, les districts volcaniques tertiaires (1948)
- Éléments de géologie de l'ingénierie (1964)